# Elina Pohjanpää
Elina Pohjanpää (nombre artístico de Armi Elina Annikki Pohjanpää, Helsinki, Finlandia, 8 de abril de 1933-ibídem, 13 de enero de 1996) fue una actriz finlandesa.

## Biografía
Sus padres fueron el gimnasta y juez Arvi Pohjanpää y la dentista Lempi Vilhelmiina Ranttila. La actriz era además sobrina del poeta Lauri Pohjanpää.
Inició su carrera teatral en 1952 en Kotka, en el Kaupunginteatteri, teatro en el que conoció a su futuro marido, el actor Pentti Siimes, con el que se casó en 1956. Tras actuar un año en Kotka, inició una larga carrera teatral en Helsinki, formando parte del elenco del Helsingin Työväen Teatteri hasta su muerte. Entre las obras en las que actuó destacan Teurastamojen pyhä Johanna (de Bertolt Brecht), La casa de Bernarda Alba (de Federico García Lorca), La Gaviota (de Antón Chéjov), y Noche de reyes (de Shakespeare). Su última obra teatral fue Kissaleikki, con la que celebró el 40.º aniversario de su carrera. En total, a lo largo de su carrera la actriz representó 111 papeles teatrales.

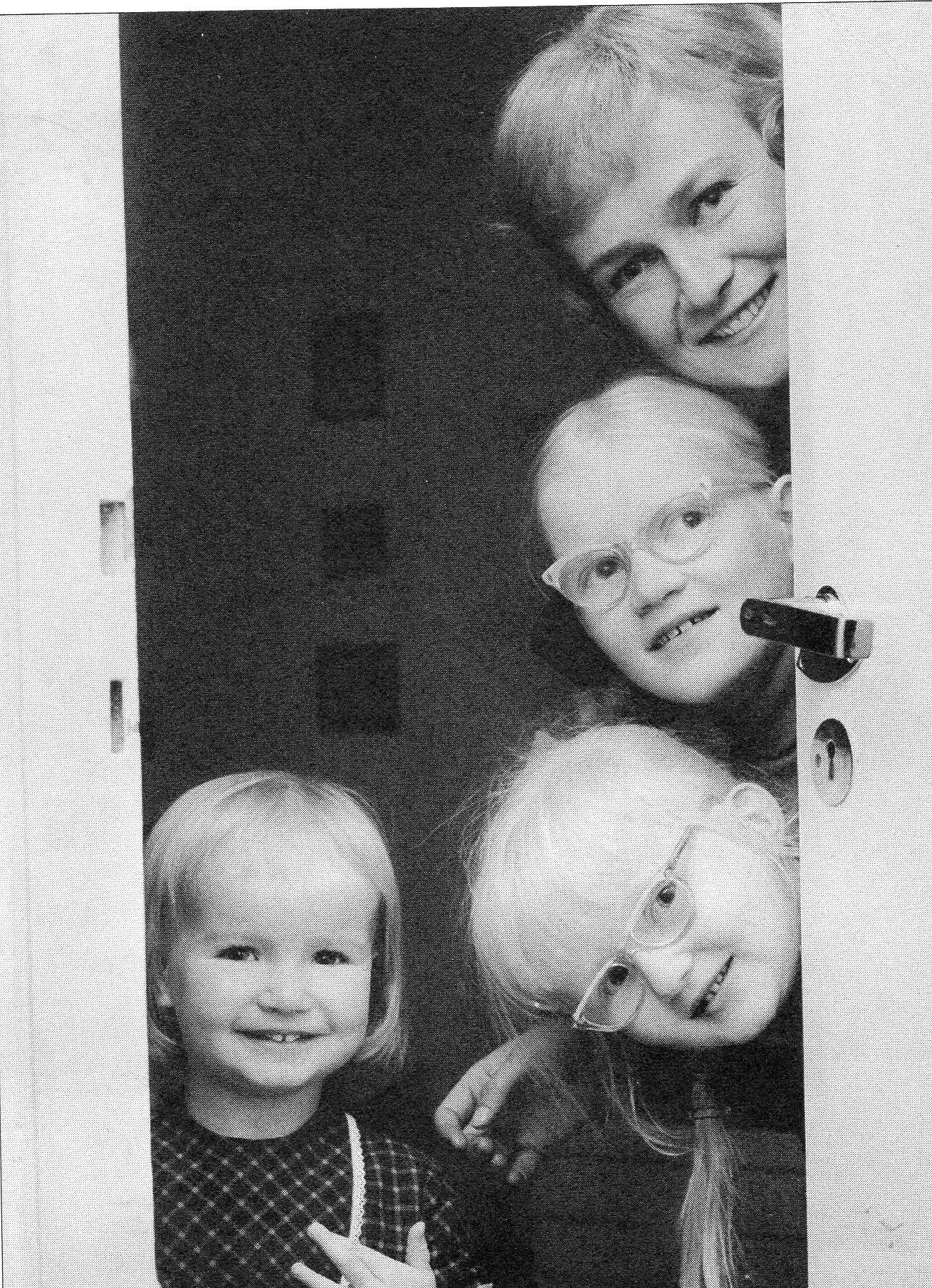
Elina Pohjanpää y sus hijas en 1965. Desde la izq.: Paula, Hanna-Mari y Tarja

En su faceta cinematográfica, actuó para las productoras Fennada-Filmi y Suomen Filmiteollisuus, entre otras. Su primer papel llegó en 1950 con la película protagonizada por Tauno Palo y Birgit Kronström Amor hoi. En 1951 hizo su primera película como protagonista, Kuisma ja Helinä, basada en un poema de Larin-Kyösti. Dirigida por Ilmari Unho, el protagonista masculino era Kalervo Nissilä. 
Posteriormente actuó en cintas dramáticas como Juha, primera película finlandesa en color, y en comedias como Rakas varkaani. De todas sus actuaciones en el cine, quizás es más recordada como Irma Vanne en el clásico Komisario Palmun erehdys. Sin embargo, debido a la huelga de actores de los años 1960, su carrera en el cine se vio paralizada, siendo su última película relevante Olin nahjuksen vaimo (1961). 
Pasados más de diez años, volvió a actuar para la gran pantalla, aunque durante ese tiempo prosiguió su carrera en el teatro y participó en diferentes producciones televisivas, como las series Koivuharju (1977–1978) y Rakastan, rakastan (1988). A principios de los años 1990, trabajó en cuatro películas de la serie Vääpeli Körmy, que protagonizaba su marido, Pentti Siimes.
Le diagnosticaron en 1994 un cáncer de boca. A pesar del tratamiento su estado fue empeorando, y la actriz murió en Helsinki en 1996. Tuvo tres hijas, dos de ellas actrices: Tarja Johanna (1957), Hanna-Mari (1960) y Paula Susanna (1963).

## Filmografía (selección)
- 1950: Amor hoi!
- 1951: Kuisma ja Helinä
- 1953: Sillankorvan emäntä[7]
- 1954: Kasarmin tytär
- 1955: Villi Pohjola
- 1955: Näkemiin Helena
- 1955: Isän vanha ja uusi
- 1956: Tyttö lähtee kasarmiin[8]
- 1956: Juha
- 1957: Risti ja liekki
- 1957: Rakas varkaani
- 1958: Verta käsissämme
- 1958: Kulkurin masurkka
- 1958: Asessorin naishuolet
- 1960: Komisario Palmun erehdys
- 1961: Olin nahjuksen vaimo
- 1967: Elokuva jalostavasta rakkaudesta
- 1982: Vainajan vaivat
- 1984: Niskavuori
- 1986: Näkemiin, hyvästi
- 1986: Liian iso keikka
- 1987: Elvis kissan jäljillä
- 1990: Vääpeli Körmy ja marsalkan sauva
- 1991: Vääpeli Körmy ja vetenalaiset vehkeet
- 1991: Iskelmäprinssi
- 1992: Vääpeli Körmy ja etelän hetelmät
- 1994: Vääpeli Körmy – taisteluni
- 1995: Suloinen myrkynkeittäjä
- 1996: Tie naisen sydämeen